# ديف غولدبرغ
ديف غولدبرغ (بالإنجليزية: Dave Goldberg)‏ (و. 1967 – 2015 م) هو رجل أعمال من الولايات المتحدة الأمريكية ولد في منيابولس، مينيسوتا.

## التعليم
تعلم في جامعة هارفارد.

## مناصب وهيئات
تولى مناصب ياهو (2001–2007).